# François Scheffer
François Scheffer (Ciutat de Luxemburg, 1 de juliol de 1766 - 9 de setembre de 1844) va ser un polític i jurista luxemburguès. Va ocupar el càrrec com a alcalde de la ciutat de Luxemburg durant quatre mandats, amb una tinència total de vint-i-un anys.
Scheffer es va casar amb Anne Barbe Marguerite Seyler. Junts van tenir quatre fills, tanmateix, els quatre van morir joves. A començaments de 1844 va ser nomenat Comandant de l'Orde de la Corona de roure.
Hi ha un carrer a Limpertsberg en la Ciutat de Luxemburg que porta el nom de Scheffer (Allée Scheffer).